# الدوري الإيطالي 1942–43
الدوري الإيطالي الدرجة الأولى 1942–43 (بالإيطالية: Serie A 1942-1943)‏ هو موسم من الدوري الإيطالي الدرجة الأولى. أقيم خلال الفترة 4 أكتوبر 1942 وحتى 25 أبريل 1943، وفاز فيه نادي تورينو.